# 运动副
运动副是两个机械构件之间通过直接接触而组成的可动连接。两个构件上参与接触而构成运动副的点、线、面等元素被称为运动副元素。

## 分类
- 两构件在未构成运动副之前，在空间中有6个相对自由度，构成运动副后，它们之间的相对运动将受到约束，约束数最少为1，最多为5。常根据引入约束的数目将运动副分类，把引入一个约束的运动副成为一级副，以此类推引入两个约束的运动副称为二级副，还有三级，四级，五级副。

- 按照运动副的接触形式分类。面和面接触的运动副在接触部分的压强较低，被称为低副，而通过点或线接触构成的运动副称为高副，高副比低副容易磨损。

- 按照相对运动的形式分类。构成运动副的两个构件之间的相对运动若是平面运动则为平面运动副，若为空间运动则称为空间运动副，两个构件之间的相对运动为转动的运动副被称为转动副或回转副，也称铰链。相对运动为移动的运动副称为移动副；相对运动为螺旋运动的运动副称为螺旋副；相对运动为球面运动的运动副称为球面副。